# Mindeparken, Århus
Mindeparken, tidigare Marselisborg Mindepark är en park strax söder om staden Århus centrum på Jylland i Danmark. Den har en yta på 27 hektar och invigdes den 5  juli 1925 av kung Christian X. Parken ligger mellan Marselisborgs slott och Århus Bugt och är uppdelad i flera avdelningar.
År inreddes 1930 Rømerhaven i norra delen av parken efter en donation av Christian Rømer med bland annat rhododendron, rosor och rabatter och flera bronsskulpturer. Längs den finns en större samling exotiska träd, bland annat ett mer än 30 meter högt mammutträd.

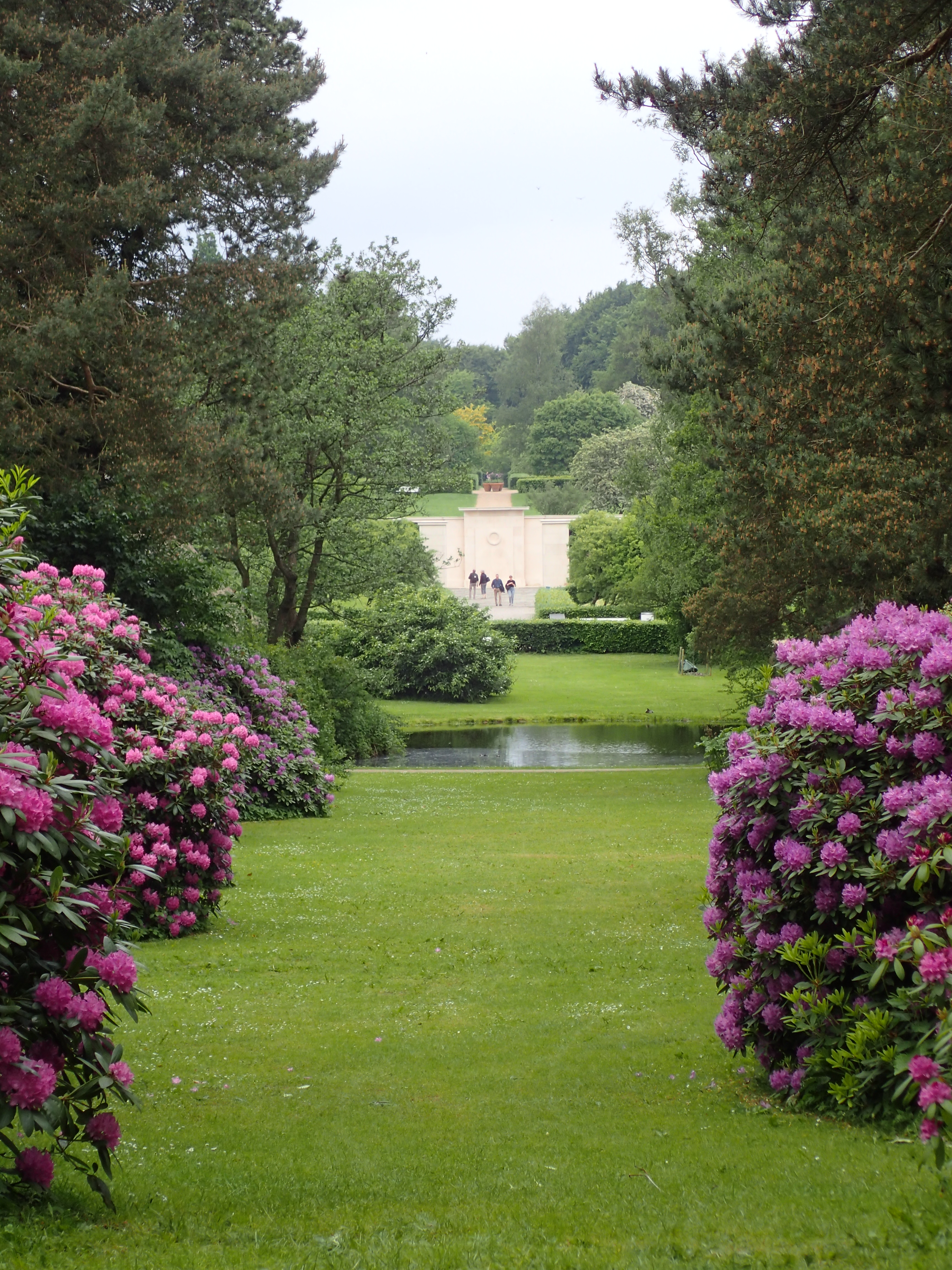
Donbækhaven med blommande rhododendron.

I anslutning till monumenten ligger Donbækhaven, som är uppkallad efter en bäck som rinner genom parken.

## Monumenten
Ett monument till minne om de danska soldater som miste livet under första världskriget, varav de flesta var 
sønderjyder i tysk tjänst, restes år 1934. Det består av en cirkelformad gård omgiven av en mur av kalksten från Euville i Frankrike. Monumentet har skapats av skulptör Axel Poulsen och arkitekt Axel Ekberg. Det består av fyra reliefer som symboliserar avfärden, kriget, freden och återkomsten samt namnen på 4 144 fallna soldater. Det invigdes 1 juli 1934 i närvaro av kungafamiljen och 50 000 åskådare.

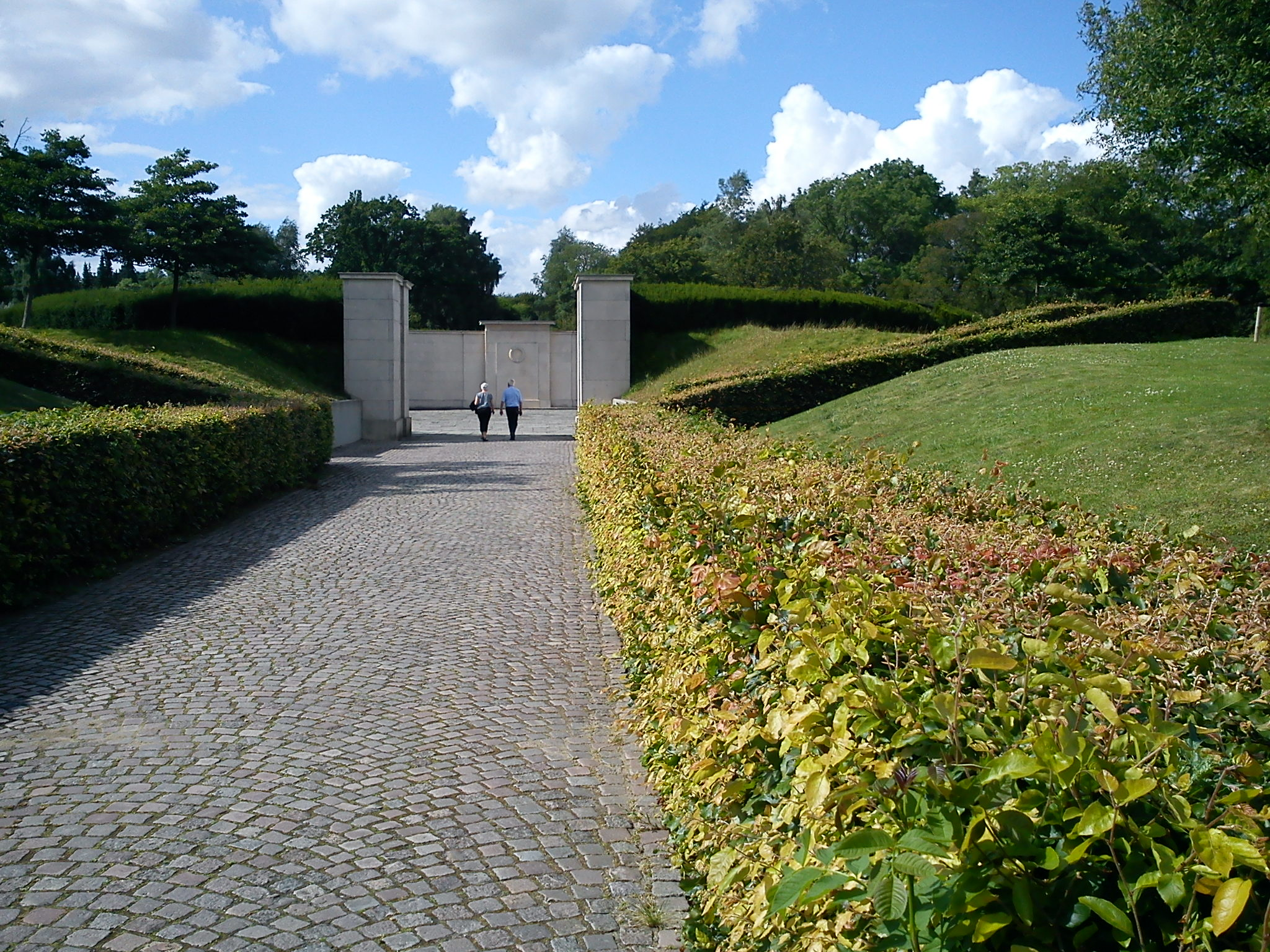
Monumentet.

År 2012 invigdes ett 2,2 meter högt monument till ära för danska soldater som har deltagit i internationella fredsbevarande insatser. Minnesstenen invigdes av greveparet Ingolf och Sussie av Rosenborg.

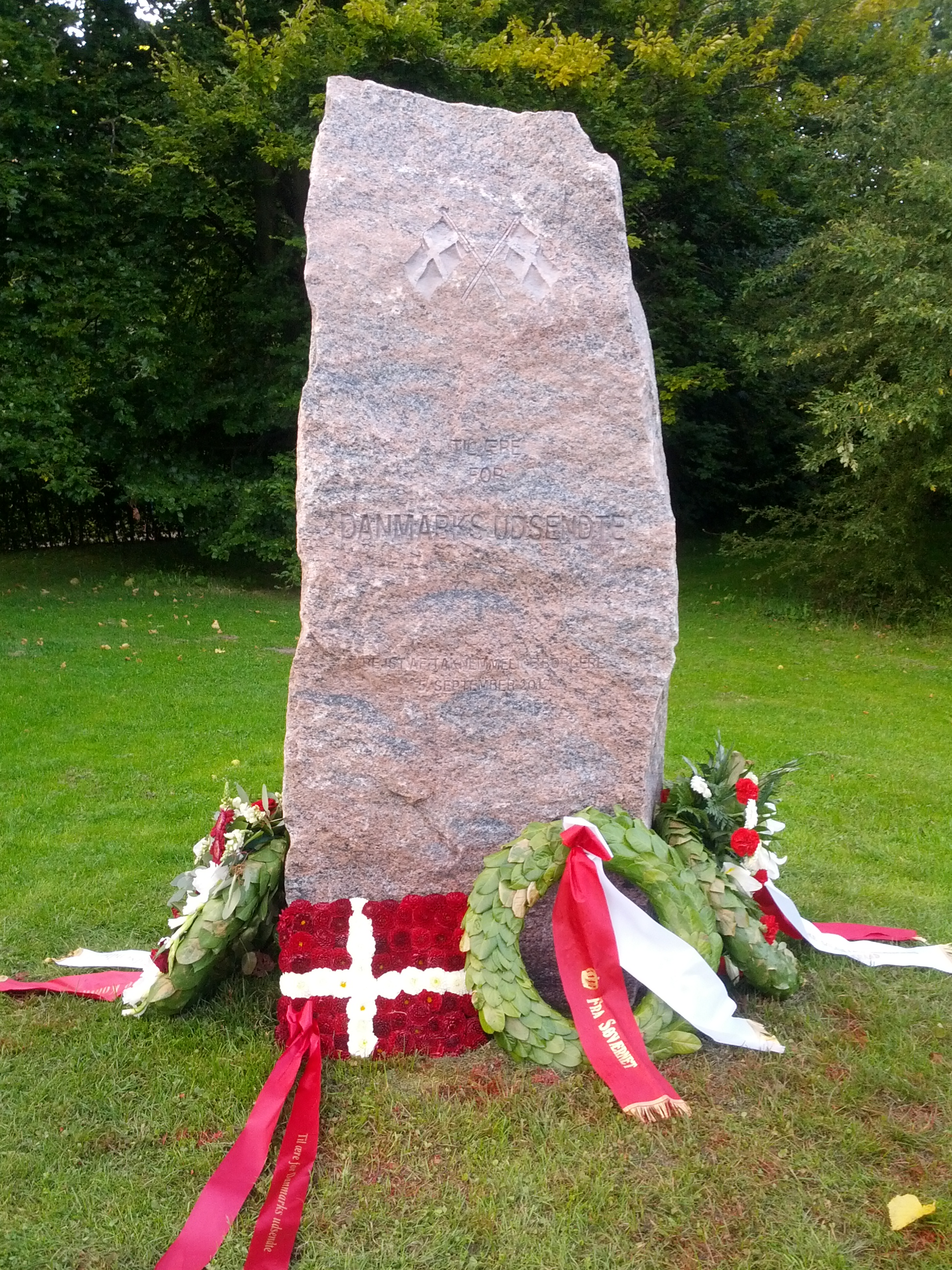
Minnesstenen på invigningsdagen 5 september 2021.